# الحبيب الجملي
الحبيب الجملي (ولد في 28 مارس 1959 بمدينة القيروان)، سياسي تونسي كلفه رئيس الجمهورية قيس سعيد في 15 نوفمبر 2019 بتشكيل الحكومة التونسية بعد أنّ رشحته حركة النهضة التونسية لرئاسة الوزارة، لكن حكومته لم تنل ثقة البرلمان التونسي. حاصل على شهادة المرحلة الثالثة في الفلاحة، وهو مختص في التنمية الفلاحية وإدارة المؤسسات ويجمع بين العلوم الفلاحية والتصرف، عمل لفترة في القطاع العام بإدارة الجودة والتنمية بوزارة الفلاحة إضافة إلى إشرافه على إحدى الشركات الكبرى في القطاع الخاص. تم تعيينه كاتبا عاماً لدى وزير الفلاحة سنة 2011 في حكومتي حمادي الجبالي وعلي العريض واستمر في منصبه حتى 2014. 

## مقالات ذات صلة
- وزارة الفلاحة (تونس)
- حكومة حمادي الجبالي
- حكومة علي العريض